# رافائل هاروتیونیان (هنرپیشه)
رافائل هامبارتسومی هاروتیونیان (ارمنی: Ռաֆայել Համբարձումի Հարությունյան؛  ۲۲ سپتامبر ۱۹۱۹ – ۱۸ مهٔ ۱۹۷۲) یک بازیگر اهل ارمنستان بود. وی بین سال‌های - تا - میلادی فعالیت می‌کرد.

## زندگی‌نامه
وی در ۲۲ سپتامبر ۱۹۱۹ در شوشی به دنیا آمد و از دانشگاه دولتی فرهنگ و هنر آذربایجان فارغ‌التحصیل شد.   وی در ۱۸ مهٔ ۱۹۷۲ در سن ۵۲ سالگی در استپاناکرت درگذشت.